# Jean Mohr
Pour les articles homonymes, voir Mohr.
Hans-Rudolf Mohr, connu sous le nom Jean Mohr, né à Genève le 13 septembre 1925 et mort le 3 novembre 2018 à Collonge-Bellerive, est un photographe suisse d'origine allemande.

## Biographie
Son grand-père dirigeait la mission de Bâle, ses parents sont venus habiter à Genève en 1919. Son père, Wolfgang Mohr, a travaillé comme traducteur à l'Organisation internationale du travail et au Comité international de la Croix-Rouge pendant la guerre. Opposé à la montée croissante du nazisme en Allemagne, il demande la nationalité suisse et l'obtient en 1939. Jean, nommé à sa naissance Hans Adolf, est le troisième enfant d’une famille comprenant 6 frères et sœurs. À l'école, il subit les brimades à cause de ses origines allemandes ce qui influencera son intérêt pour les questions liées aux migrants et au racisme. Dès l'adolescence, il adopte le prénom de Jean.
Après avoir suivi sa scolarité à Genève, il obtient une licence ès sciences économiques et sociales à l'université de Genève. Entre 1948 et 1949, il fait un bref passage dans le domaine de la publicité. Puis il quitte l'Europe pour le Moyen-Orient où il s'engage pour deux ans (1949-1950) comme délégué au Comité international de la Croix-Rouge puis à l'Office de secours et de travaux des Nations unies pour les réfugiés de Palestine dans le Proche-Orient auprès des réfugiés palestiniens ce qui constituera une expérience marquante dans son développement professionnel. Après ces deux années, c'est le retour en Europe. Il se rend à Paris pour réaliser un vieux rêve, devenir artiste dans le domaine des beaux-arts. Il étudie la peinture à l'Académie Julian et à la Grande Chaumière à Paris. En 1952, il abandonne la peinture pour le médium plus instantané de la photographie , métier qu'il pratique avec passion jusqu’à sa mort. Il débute alors sa carrière dans le journalisme et même le cinéma, il tourne un film 16 mm couleurs à l'occasion d'une expédition universitaire menée par l'université de Genève dans le désert du Tassili n’Ajjer (Sahara algérien) qui met à contribution son intérêt pour l’ethnographie ainsi que ses qualités de cinéaste.
En 1955, il devient photographe professionnel et publie principalement dans la presse quotidienne locale (Tribune de Genève). Dès 1956, il fera de nombreux voyages à l'étranger, principalement pour le compte d'organismes internationaux, débutera alors une longue série de collaborations avec diverses ONG dont le Comité international de la Croix-Rouge, l'Organisation mondiale de la santé et le Haut Commissariat des Nations unies pour les réfugiés. Il fait de nombreux reportages pour la presse suisse et internationale. Pour tenter d'échapper à l'aspect précaire des publications dans la presse, il se recentre sur la réalisation de livres, notamment avec l'écrivain John Berger.
À partir de 1978, il fait des voyages plus lointains mais moins fréquents, ses thèmes sont plus précis permettant un travail en profondeur. Il collabore plus étroitement avec l'écrivain John Berger sur plusieurs livres et séminaires en commun. Il se consacre également à d'autres activités: expositions, séminaires, conférences, écriture.

### Famille
En 1956, Jean Mohr épouse Simone Turrettini, réalisatrice à la Télévision suisse romande qui obtiendra de nombreux prix internationaux pour ses documentaires, ils auront deux fils, Michel et Patrick.

## Parcours artistique
Son habileté en peinture ne le satisfait pas ; il se sent piégé par cette facilité louée de ses professeurs qu’il estime le condamner à la superficialité. Par contre, avec la photographie qu’il utilise dans un premier temps plutôt comme aide-mémoire, sans but particulier, il produit des images qui suscitent l’intérêt dans son entourage. Ses amis peintres sont surpris par les clichés qu’il a ramenés de Palestine. S’essayant au portrait photographique, il dessine d’abord ses sujets, à leur grand étonnement, avant de sortir l’appareil. On peut y trouver les ferments de son rapport à la photographie : la traduction en valeurs du noir et blanc, la recherche de l’instant, de la fraction de seconde qui capture. Ce médium va lui permettre, comme il l’explique, de court-circuiter l’habileté technique, puisqu’à la portée de chacun, et d’éprouver plus de liberté pour s’exprimer. De plus, pour cet impatient qu’attendre le séchage de sa toile exaspère, la rapidité du procédé constitue un atout. 
Nombreux sont les critiques à catégoriser Jean Mohr comme photographe engagé ou humaniste.
Bien que ne reniant pas ces descriptions, il estime que le terme concerné s'applique plus à son travail . Auteur de nombreux ouvrages sur les victimes de la guerre ou sur les migrants en Europe, ses photographies dénoncent les situations humanitaires mais en évitant le misérabilisme et l'esthétisme de mauvais aloi. Pour dénoncer, il ne s'agit pas d'user d'une image choc mais d'illustrer un quotidien ; ce qui non seulement favorise une certaine identification mais préserve aussi la dignité du sujet photographié  Dans ce sens, le travail de Jean Mohr peut être qualifié d'engagé ; il veut attirer l'attention sur un dysfonctionnement et ses photographies sont des messages de dénonciation. Il ne travaille pas dans la pression d’un photographe de guerre et saisit tout ce qui a du sens pour lui dans l’optique de sa mission, mais également au détour de cette dernière. 
Dans une conférence qu’il intitule « Un photographe bavard est un photographe douteux » Jean Mohr confirme l’analyse de son ami, Nicolas Bouvier : il se sent photographe de témoignage, sincère, fuyant le sensationnel, et se consacre volontiers au reportage à caractère social ou documentaire tout en convenant que cette probité ne connaît pas de diffusion facile . Cette fidélité à ses convictions n’a toutefois jamais éloigné le succès.

## Distinctions
- 1978 : Prix du photographe ayant le plus collaboré à la cause des Droits de l'homme à la photokina de Cologne, avec l’exposition Travail et Loisirs (à l'occasion du trentième anniversaire de la Déclaration des Droits de l’Homme)[4]
- 1984 : Prix de la photographie contemporaine au Musée de l'Élysée à Lausanne avec l’exposition "C’était demain" [4]
- 1988 : Prix de la Ville de Genève pour les Arts plastiques attribué pour la première fois à un photographe[4]

## Expositions principales
- 1957 : Palais de l’Athénée, salle Crosnier, Genève
- 1961 : Bâtir-habiter, Carouge, Tours de Carouge
- 1962 : Henriette Grindat, Lausanne, Théâtre municipal
- 1964 : Exposition nationale suisse, « Expo 64 », Lausanne
- 1969 : Art actuel, Genève, Bel-Air
- 1970 : L'art de la gravure, Genève Corraterie
- 1973 : Print, Lausanne, Galerie Rivolta[10]
- 1974 : Photographie suisse de 1840 à nos jours, Kunsthaus de Zurich (exposition itinérante)
- 1982 : The Other Britain (« L’autre Angleterre »), Londres, National Theater
- 1983 : Quotidien 83, Nyon, Galerie Focale
- 1985 : Militantes, prisonnières, réfugiées, Genève, Centre social protestant
- 1986 : Genève : 9 photographes, Genève, Centre de la photographie, salle Patiño
- 1989-1990 : 4 photographes suisses au quotidien, Nyon, Galerie Focale (exposition itinérante, Manoir, Martigny)
- 1990 : Des enfants, Genève, Centre genevois de la photographie, Maison des Arts du Grütli
- 1991 : Photographies du fonds municipal de décoration, Genève, Saint-Gervais
- 1994 : 10 années d’expositions du Centre de la photographie de Genève, Lugano, Galleria Gottardo
- 1995 : 1945-1995. Auschwitz-Hiroshima, Romainmôtier, Atelier de recherche et de création artistique
- 1995 : En noir et blanc : 8 photographes de Genève, Genève, Saint-Gervais
- 1997 : Images de la Fondation suisse pour la photographie, Vevey, Musée suisse de l'appareil photographique
- 1998-1999 : Seitenblicke : Die Schweiz 1848 bis 1998, eine Photochronik (Du coin de l’œil : La Suisse de 1848 à 1998, photochronique), Forum der Schweizer Geschichte, Schwyz (exposition itinérante présentée au Centre culturel suisse, Paris ; Musées d’art et d’histoire, Maison Tavel, Genève ; Musée cantonal d'art de Lugano
- 2002 : Voyage, Villa Dutoit, Genève
- 2002 : Photo. Romande. Élysée, Lausanne, Musée de l’Élysée
- 2003 : Images d’un siècle. Regards sur le Valais et les Valaisans, 1900-2000, Martigny, Médiathèque Valais
- 2004 : Ludwig Hohl. “Alles ist Werk", Berne, Bibliothèque nationale suisse
- 2004 : Qui Europa, Trieste
- 2006 : PHOTOsuisse Pro Helvetia, Bienne, Centre Pasquart(exposition itinérante présentée en 2007 à Bunkier Sztuki Gallery, Cracovie ; en 2008 à Guadalajara, Mexique
- 2006 : Liberté, Freiheit, Libertà, Bienne, église du Centre Pasquart
- 2006 : Liberté, Freiheit, Libertà. 20 photographes suisses pour la liberté de la presse, Genève, Palexpo (exposition itinérante présentée en 2007 à l’Aéroport international de Genève et à l’Aéroport international de Zurich, Zurich
- 2007 : Ludwig Hohl, Milan, Istituto Svizzero
- 2008 : Photo Suisse Les 38 meilleurs photographes suisses à Guadalajara (Mexique) Planète femmes Camarada, centre d'accueil et de formation pour les femmes migrantes[11],[12]
- 2009 : Photo Suisse, exposition itinérante des 30 meilleurs photographes suisses organisée par Pro Helvetia. Après de nombreux pays l'exposition termine son voyage en Argentine en avril 2009.
- 2010 : L’exposition du siècle. Hier, aujourd’hui et demain, Musée d'art et d'histoire de Genève
- 2012 : 50 ans après les accords d'Evian, 17 mars au 14 avril 2012, organisée par la ville d'Évian-les-Bains dans le cadre du cinquantenaire des Accords d'Évian
- 2012 : Confrontations de la photographie, Gex, Espace Perdtemps
- 2013 : Jean Mohr Palais des Nations, Genève. Exposition itinérante produite par le Musée de l'Élysée et le Département fédéral des affaires étrangères
- 2013 : Heim und Leben. Aus dem Fotoarchiv einer illustrierten Publikumszeitschrift, Kriens, Museum im Bellpark
- 2017 "Jean Mohr, Tours Et Détours Du Théâtre Saint-Gervais (1995-2003)", Théâtre de Saint-Gervais à Genève
- 2018 : Jean Mohr, exposition temporaire consacrée au photographe genevois, 28 mars - 15 juillet 2018, organisée par la Maison Tavel, Genève

## Ouvrages (sélection)
- Jean Mohr, une école buissonnière : photographies, [cat. exp., Genève, Maison Tavel, 28 mars au 15 juillet 2018], Genève, Musées d'art et d'histoire ; Paris, Mare & Martin, 2018
- Jean Mohr, John by Jean: Fifty years of friendship: Photos of John Berger by Jean Mohr, Aghabullogue, Occasional Press, 2016
- Jean Mohr et Musée de l’Élysée, Avec les victimes de guerre, photographies de Jean Mohr – dossier pédagogique, Lausanne, Musée de l’Élysée, 2014.
- Jean Mohr, Côte à côte ou face à face : Israéliens et Palestiniens : 50 ans de photographies [éd. bilingue fr./angl.] Genève, Labor et Fides, 2013.
- Jean Mohr, Derrière le masque, mon visage : Le photographe et ses modèles, Genève, Labor et Fides, 2013.
- Jean Mohr, 100 images pour la liberté de la presse [éd. trilingue fr./all./ital.], Genève, Labor et Fides, 2010.
- Rachel Babecoff, photographies de Jean Mohr, Le Manifeste : Mouvement pour une paix juste et durable au Proche-Orient [éd. bilingue fr./angl.], Genève, Labor et Fides, 2005.
- John Berger et Jean Mohr, At the Edge of the World, Londres, Reaktion Books Edition, 1999. [éd. fr., Lausanne, Demoures, 2001].
- Jean-Jacques Roth, photographies de Jean Mohr, Armin Jordan : Images d’un chef, Genève, Zoé, 1997.
- Verena Zimmermann, En voyage avec Jean Mohr [cat. exp. Soleure, Kunstmuseum], Soleure, Kunstmuseum, 1993.
- Edward W. Said, photographies de Jean Mohr, After the Last Sky: Palestinian Lives, New York, Pantheon Books ; Londres, Boston, Faber and Faber, 1986.
- Jean Mohr, Un peu de texte ou pas du tout ?, Genève, éd. Journal de Genève et Gazette de Lausanne, 1986.
- Bouvier Nicolas, Jean Mohr : L’autre mémoire [cat. exp. Genève, Musée Rath, 25 avril-27 mai 1985], Genève, Musée d’art et d’histoire, 1985.
- Brown Kenneth, photographies de Jean Mohr, « Journey through the Labyrinth: A Photographic Essay on Israel/Palestine », Studies in visual communication, vol. VIII, no 2, printemps 1982, p. 2-81.
- John Berger et Jean Mohr, Une autre façon de raconter, Paris, F. Maspéro, 1981
- Jean Mohr, Un chien et son photographe, Genève, Zoé, 1981.
- Jean Mohr : Lanzarote est une île [cat. exp. Activités culturelles de l’université de Genève, halle de l’Uni II, Genève, 14 mai-15 juin 1980], Genève, Uni II, 1981.
- John Berger et Jean Mohr, A Seventh Man. A book of Images and Words About the Experience of Migrant Workers in Europe, New York, Viking Press ; Harmondsworth, Penguin, 1975
  - traduction française : Le Septième homme : un livre d'images et de textes sur les travailleurs immigrés en Europe (trad. André Simon), Paris, Maspero, 1976, 254 p.  (ISBN 2-7071-0828-6).
- Nicolas Bouvier, 1+1=2 ou 3 [cat. exp. Genève, palais de l’Athénée, 15 mai-8 juin 1975], Genève, 1975.
- Louis Gaulis, photographies de Jean Mohr, Suisse insolite (2 vol.), Lausanne, Mondo, 1970.
- John Berger, photographies de Jean Mohr, Art and revolution, Ernst Neizvestny and the role of the artist in the U.S.S.R., Londres, Weidenfeld and Nicolson, 1969.
- Donner à voir : Photographies de Jean Mohr et Nicolas Bouvier [cat. exp. Genève, Musée d’art et d’histoire, Cabinet des estampes, 3 octobre-1er décembre 1968], Genève, Musée d’art et d’histoire, Cabinet des estampes, 1968.
- John Berger et Jean Mohr, A fortunate man: The story of a country doctor, Londres, Allen Lane The Penguin Press ; New York, Chicago, San Francisco, Holt Rinehart & Winston, 1967.
- Mignon Paul-Louis, photographies de Jean Mohr, J’aime : les marionnettes, Lausanne, Rencontre, 1962.
- Gavoty Bernard, photographies de Jean Mohr, Ernest Ansermet, Genève, R. Kister, coll. « Les Grands Interprètes », 1961.